# Oswald d'Andréa
Oswald Antoine Marie d'Andréa (Túnez, 9 de agosto de 1934-Besanzón, Doubs; 4 de septiembre de 2024) fue un pianista y compositor musical francés de cine y televisión.

## Biografía
Oswald d'Andréa nació en 1934, en la capital de Túnez. Recibió su primer piano a la edad de 15 años, y su primer armónica al año siguiente. Tras una notoria educación burguesa y el reniego de sus padres por la profesión musical, viajó a Francia para iniciar estudios en farmacéutica.
Su producción grabada varió desde el pop de principios de los años sesenta (en gran parte, colaboraciones con Moshe Naïm) hasta el jazz y bandas sonoras de películas, una de las cuales, La vida y nada más, ganó el César a la Mejor Música en 1990.
En una de sus últimas apariciones públicas, acompañado por periodistas de France Télévisions, habló desde su lugar de retiro en el casco urbano de Besanzón para hablar de la muerte de su amigo Jérôme Savary, ocurrida el 4 de marzo de 2013.
D'Andréa falleció el 4 de septiembre de 2024 en Besanzón, a los 90 años de edad.

## Discografía
- 1964 : Un Premier Amour EP (con Le 4 de Coeur) (Polydor)
- 1964 : Tokyo 64 (Olympic Disc) (Polydor)
- 1967 : Starting-Music Auto (Polydor)
- 1968 :  Les Indicatifs de RTL Non Stop EP (Moshé-Naïm)
- 1969 : Concerto pour Commencer un Concert (Moshé-Naïm) (reeditado en CD como Pièces Concertantes pour Piano)
- 1969 : Galaxie EP (Moshé-Naïm)
- 1970 : 12 Divertissements pour Piano (Moshé-Naïm)
- 1970 : Major Barbara EP (Discos Jacques Canetti)
- 1971 : Le Temps: 0-12-24 (Moshé-Naïm)
- 1973 : Le Temps: Les 12 Signes du Zodiaque (Moshé-Naïm)
- 1977 : Musiques Originales des Films Imaginaires (Moshé-Naïm)
- 1977 : Piano-Formes (Moshé-Naïm)
- 1982 : Brecht Konzert (with Nicole d'Andréa) (Moshé-Naïm)
- 1989 : La vida y nada más banda sonora (Polydor)
- 1995 : Deux Pianos sur Scène (with Nicole d'Andréa) (Moshé-Naïm/Musidisc)
- 1996 : Capitaine Conan soundtrack (Sony Music (Francia))
- 2001 : The Sound of Time (Moshé-Naïm/Emen)